# Малотерновой
Малотерновой — хутор в Чернышковском районе Волгоградской области. Входит в состав Большетерновского сельского поселения. Население 264 человек (2010).

## География
Населённый пункт расположен на Донской равнине на юго-западе области, возле административной границы с Обливским районом Ростовской области, в 2 км восточнее х. Большетерновой.
Площадь — 28 га.
Абсолютная высота 49 метров над уровня моря
.
Уличная сеть состоит из четырёх географических объектов:: ул. Западная, ул. Садовая, ул. Центральная и ул. Юбилейная
Географическое положение
Расстояние до
центрас сельсовета хутора Большетерновой: 2 км.
районного центра Чернышковский: 16 км.
областного центра Волгоград: 156 км.
Ближайшие населённые пункты
Большетерновой 2 км, Синяпкинский 2 км, Лагутин 4 км, Лобачев 5 км, Обливская 5 км, Рябовский 5 км, Средний Чир 5 км, Верхнецимлянский 7 км, Кзыл-Аул 7 км Ярской 5 км, Северный 8 км, Лобачев, Макаровский 10 км, Ярской 10 км,

## Население
| 2010 |
| ---- |
| 264  |

Гендерный состав
По данным Всероссийской переписи населения 2010 года в гендерной структуре населения из 264 человек мужчин 127, женщин — 137 (48,1 и 51,9 соответственно).
Национальный состав
Согласно результатам переписи 2002 года, в национальной структуре населения
русские составляли 82 % из общей численности населения в 290 человек

## Инфраструктура
Действует магазин. Газифицирован в 2009 году.

## Транспорт
Дорога с твердым покрытием.